# 채의진
채의진(1973년 12월 28일~)은 대한민국의 여자 성우로, 1997년부터 1999년까지 온미디어 공채 3기(※CJ E&M 성우극회) 성우로 데뷔하여 활동하다가, 1999년 MBC 공채 15기 성우로 재차 데뷔했다.

## 주요작품

### 애니메이션
- 뱀파이어 기사(애니맥스) - 세이렌 / 쿠레나이 마리아 / 와카바 사요리
- 천방지축 아리짱(재능TV)
- 파워 퍼프 걸(카툰네트워크) - 버블
- 우당탕탕 잉양요 - 잉
- 디지캐럿(대원방송) - 데지코
- 디지몬 크로스워즈 (대원방송) - 우정훈
- 윙스 프렌즈/윙스 클럽 (SBS) - 뮤사, 미찌, 스토미
- 빛의 전사 프리큐어(SBS) - 백시연 엄마 / 미플
- 꼬마마법사 레미(진보라 역)(MBC)
- 꼬마마법사 레미 샵(진보라 역)(MBC)
- 꼬마마법사 레미 포르테(진보라 역)(MBC)
- 꼬마마법사 레미 비바체(진보라 역)(투니버스)
- 꼬마마법사 레미 비밀편(진보라 역)(투니버스)
- 쵸비츠(ANIONE)
- 아이언 키드(KBS)
- 닥터 슬럼프(MBC)(투니버스) - 피피 / 왕귀비
- 부메랑 파이터(MBC)
- 바텐더 (애니박스) - 쿠루시마 미와
- 서쪽의 착한 마녀 (애니맥스) - 피라엘
- 요절복통 수호천사 (투니버스) - 비키 / 트릭시
- 기갑경찰 메탈잭 (투니버스) - 유준
- 모노노케 히메(MOVIE) - 가야
- 블랙캣 (애니맥스) - 린슬렛 워커, 실피 데어크로프트, 리온 엘리어트
- 최종병기 그녀 (애니원) - 후유미
- 록맨 에그제 비스트 (애니맥스) - 아이스맨
- 록맨 에그제 비스트 (애니맥스) - 아이리스
- 록맨 에그제 비스트 플러스 (애니맥스) - 한나
- 포켓몬스터 AG (SBS) - 화연, 스키티, 델키티, 포켓컴(잠시)
- 건스워드 (애니맥스) - 프리실라
- 마법소녀 아르스 (애니맥스)
- 마술사 오펜 리벤지 (애니맥스) - 리코리스
- 플리즈 티처 (애니박스) - 헤리카와 코이시
- 플리즈 트윈즈 OVA (애니박스) - 코이시
- 듀얼 레전드 (카툰네트워크) - 나나
- 레전드 블레이드킹 (재능TV) - 한아름
- 유모는 미이라 (어린이TV) - 사만다
- 녹색의 전설 (투니버스) - 무녀, 시녀1
- 유리가면 OVA (애니원) - 경희
- 프린세스 츄츄 (애니원) - 리리에, 어린 파키아, 악어, 곰 아가씨, 미어캣, 빨강 부리, 땅돼지, 여학생, 소년
- 뿡야뿡야 왕바우 (애니원) - 봉우리, 은바우
- 기동전사 건담 SEED (애니원) - 프레이 알스터, 아사기
- 환상마전 최유기 (애니원) - 홍란
- 랠프의 스파이 대작전 (챔프) - 차지성
- 하늘이와 구름요정 (애니원) - 자작나무 마리, 유리
- 강아지천사 찰리 (MBC)
- 낚시왕 강바다 (MBC) - 미미, 메이
- 노다메 칸타빌레 파리편 (애니맥스) - 타냐
- 노다메 칸타빌레 피날레 (애니맥스)
- 네기마!? (애니맥스) - 아스나, 요츠바 사츠키
- 채운국 이야기 (애니맥스) - 향령
- 오! 나의 여신님 (애니맥스) - 모리사토 메구미
- 오! 나의 여신님 극장판 (애니맥스) - 모르간
- 아유마유 극장 (애니맥스) - 아유
- 교향시편 유레카7 (애니맥스) - 아네모네
- 세이버 마리오넷 R (애니맥스) - 체리
  - 세이버 마리오넷 J Again (애니맥스) - 체리
- 판타스틱 칠드런 (애니맥스) - 하스모다이
- 에일리언9 (애니맥스) - 토오미네 카스미
- 여신 후보생 (애니맥스) - 키즈나
- 샤머닉 프린세스 (애니맥스) - 아포리네
- 내일은 축구왕 (애니맥스)
- 오토기조시 (애니맥스) - 우라베 스에타케
- 오늘부터 마왕 (애니맥스) - 도리야, 기제라, 그레타
- 미래전사 오공 (애니맥스)
- 슈퍼로봇대전 OVA (애니박스) - 아야, 제오라
- 머나먼 시공 속에서 OVA 자양화의 꿈 (애니박스) - 아카네
- 머나먼 시공 속에서 OVA 백룡의 무녀 (애니박스) - 카린
- 천지무용 in LOVE2 (애니박스) - 미호시
- 뱀파이어 헌터 OVA (애니박스) - 펠리시아
- 엑스 극장판 (애니박스) - 네코이 유즈리하
- 슬레이어즈 극장판 - 완전무결 (애니박스) - 메리룬
- 로봇 알포 (MBC) - 엠마
- 프로젝트 블루 지구 SOS (애니박스) - 로타
- 미치코와 핫친 (애니박스) - 핫친
- 뱀파이어 프린세스 (애니박스) - 메이렌
- 공각기동대 - Stand alone complex (애니원) - TK 2호
- Happy birthday to China (투니버스)
- 미소녀 전사 익셀리온 (투니버스) - 여학생A
- 펫숍 오브 호러즈 (투니버스) - 큐티(박쥐)
- 초기동전설 다이나기가 (투니버스) - 마리에
- 더티페어 FLASH (투니버스)
- 명랑 개구리 뽕키치 (재능TV) - 한가람, 송송이
- 우당탕 무술학교 (재능TV) - 마루, 쥬비
- 크러시기어 니트로 (재능TV) - 진우주
- 우당탕탕 두디두디 (MBC 무비스) - 가브리누, 두디 엄마
- 델토라 퀘스트 (애니맥스) - 티라
- 디그레이맨 (애니맥스)
- 택틱스 (애니맥스) - 요코
- 파워퍼프걸Z (카툰네트워크) - 로봇강아지 피치, 리틀 아트로
- 탐정학원 Q (투니버스) - 아리사
- 학원 앨리스 (투니버스) - 오수미
- 달려라 이다텐 (투니버스) - 최시내
- 몬스터 (투니버스) - 에다, 어린 마르틴
- 조이드 신세기제로 (챔프) - 리논 토로스
- 극상학생회 (챔프) - 유우코
- 기갑전사 걸키버 (투니버스) - 미레이어
- 아미테이지 더 서드 (투니버스) - 줄리아, 제미
- 자니 브라보 (투니버스)
- 히어로 : 108 (카툰네트워크) - 미스틱 소냐
- 티미의 못말리는 수호천사 (니켈로디언) - 비키, 베로니카, 주고라 공주, 브리트니 브리트니, 팡, 신디
- 소년탐정 김전일 Original (애니박스) - 신타니 유리
- 키테레츠 대백과 (카툰네트워크) - 초롱이
- 폭풍우 치는 밤에 Secret Friends (애니맥스) - 보로
- 요술공주 밍키: 꿈속의 윤무 (MOVIE) - 엄마, 피필
- 재채기 대마왕 (투니버스) - 엄마
- 파페포포 (SBS) - 포포 엄마, 교생선생님
- 블랑쉬와 숲 속 친구들 (EBS)
- 숲 속 대장 룰루 (EBS) - 해리
- 야호 응가네 (EBS) - 꽁지
- 유희왕 GX (챔프) - 유벨
- 바다의 금동이 (MBC)

### 영화 애니메이션
- 가디언즈 - 소피
- 천년여우 여우비 - 털요 / 뉴스앵커 / 삼바바

### 외화
- CSI 뉴욕(문화방송)
- CSI 마이애미(문화방송)
- CSI 과학수사대(문화방송)
- 가면라이더 블레이드 (챔프 / 애니원) - 야마나카 노조미 (미야자와 아리사)
- 파워레인저 트레저포스 (챔프 / 애니원) - 트레저 옐로(하나) (나카무라 치세)
- 미녀와 뱀파이어(문화방송)
- 동양특급 로형사(문화방송)
- 가오레인저스(애니박스) - 테톰 (카토 타케미)
- 디노레인저스(애니박스) - 옐로
- B-로봇 가브타크(재능TV) - 사유리 (코이데 유카) / 구명수

### 영화
- 왓 위민 원트(MBC)
- 브링 잇 온(MBC)
- 아일랜드(SBS) - 리마 1 알파(쇼번 플린) / 수지(쇼니 스미스) / 고객 서비스 담당자(휘트니 딜란)
- 아버지와 어머니 그리고 형제자매들(SBS) - 마고 (비올렛 팔코시안) 외
- 리노의 하룻밤(SBS)
- 트와일라잇(MBC) - 벨라 스완 (크리스틴 스튜어트)
  - 뉴문(MBC) - 벨라 스완 (크리스틴 스튜어트)
- 오션스 일레븐(SBS) - 러스티의 친구(홀리 마리 컴즈) / 심문관
- 처음 만나는 자유(SBS)
- 그루지(SBS) - 제니퍼(클리어 듀발) / 요코(마키 요코)
- 미치고 싶을 때(SBS) - 셀마 (멜템 쿰볼)
- 이도공간(SBS) - 챈 부인 (주가령)
- 클린(SBS)
- 임포스터(SBS)
- 터미널 스피드(SBS)
- 사운드 오브 뮤직(SBS) - 그레틀 (킴 카라스)
- DOA(MBC) - 헬레나 더글러스 (세라 카터)
- 사관과 신사(MBC)
- 쉬즈 더 맨(MBC) - 모니카(알렉산드라 브레킨리지)
- 은밀한 유혹(MBC)
- D-13(MBC)
- 닉 오브 타임(MBC) - 린 왓슨 (코트니 체이스)
- 리노의 도박사(MBC)
- 메리에겐 뭔가 특별한 것이 있다(MBC) - 돔의 아내(힐러리 매튜스) / 브렌다(세라 실버먼)
- 로즈 앤 그레고리(MBC)
- 폭풍의 질주(MBC)
- 큰 도둑 작은 도둑(MBC)
- 라이징 선(MBC)
- 스위치 백(MBC)
- 스파이 키드 3D: 게임 오버(SBS) - 카르멘 코테즈(알렉사 베가) / 거티(에밀리 오스먼트)
- 풍운(MBC) - 섭인왕의 아내 / 흙보살의 손녀
- 제르미날(MBC)
- 덴젤 워싱턴의 킬링 머신(MBC)
- 어싸인먼트(MBC)
- 조강지처 클럽(MBC)
- 아이언 마스크(MBC)
- 브룩 쉴즈의 사하라(MBC)
- 당신에게 일어날 수 있는 일(MBC)
- 디 아이(MBC)
- 부라보 투 제로(MBC)
- 체인 리액션(MBC)
- 사랑의 기쁨(MBC)
- 파이터 블루(MBC)
- 머나먼 여정(MBC) - 호프(베로니카 로렌)
- 마우스 헌트(MBC) - 힐드(카멜라 소베그) / 식당 종업원(수잔 크룰) / 기자(레슬리 업슨)
- 고질라(MBC)
- 캐스퍼와 웬디(MBC)
- 엔트랩먼트(MBC)
- 음식남녀2(MBC)
- 스크림(MBC)
  - 스크림2(MBC)
- 유턴(MBC)
- 중앙역(MBC)
- 율리스 골드(MBC) - 캐시 (제시카 비엘)
- 중안조(MBC) - 의사(반령령)
- 안토니아스 라인(MBC) - 테레스 (비를레 반 오버로프)
- 다크레인저(MBC)
- 컵(MBC) - 니마 (페마 춘덥)
- 엑스맨(SBS) - 미스틱 (리베카 로메인)
- 마이키 이야기(SBS) - 줄리 (조안 리버스)
- 패트리어트 게임(MBC)
- 그들만의 리그(MBC)

### 라디오
- 다큐멘터리 드라마 격동 50년(문화방송)
- 만화열전 - 호텔 아프리카(문화방송) - 아델라이드 / 비키
- 만화열전 - 레드문(문화방송) - 제제

### 내레이션
- 뽀뽀뽀 아이조아(문화방송)
- 재능무한대(문화방송)

### 방송
- 진실게임(SBS)

## 같이 보기
- 문화방송 성우극회

## 게임
- 창세기전 외전2 템페스트 - 코델리아 오스틴
- 센티멘탈 그래피티 - 안다혜(아다치 타에코)
- 두그두근 메모리얼 - 이주인 레이 / 타테바야시 미하루